# Sianów (gemeente)
De gemeente Sianów is een landgemeente in het Poolse woiwodschap West-Pommeren, in het noordoosten van powiat Koszaliński.
De gemeente telt 24 administratieve plaatsen (solectwo): Bielkowo, Dąbrowa, Gorzebądz, Grabówko, Iwięcino, Karnieszewice, Kędzierzyn, Kleszcze, Kłos, Maszkowo, Mokre, Osieki, Ratajki, Rzepkowo, Sieciemin, Sierakowo Sławieńskie, Skibno, Skwierzynka, Sowno, Sucha Koszalińska, Szczeglino, Szczeglino Nowe, Węgorzewo Koszalińskie en Wierciszewo.
Zetel van de gemeente is in de stad Sianów.
De gemeente beslaat 13,6% van de totale oppervlakte van de powiat.

## Demografie
Stand op 30 juni 2004:
| Omschrijving                   | Totaal | Totaal | Vrouwen | Vrouwen | Mannen | Mannen |
| ------------------------------ | ------ | ------ | ------- | ------- | ------ | ------ |
| eenheid                        | aantal | %      | aantal  | %       | aantal | %      |
| inwoners                       | 13 159 | 100    | 6656    | 50,6    | 6503   | 49,4   |
| bevolkingsdichtheid (inw./km²) | 58     | 58     | 29,4    | 29,4    | 28,7   | 28,7   |

De gemeente heeft 20,7% van het aantal inwoners van de powiat. In 2002 bedroeg het gemiddelde inkomen per inwoner 1284,9 zł.

## Overige plaatsen
Borowiec, Gracz, Kołzin, Kościerza, Krzykacz, Płonka, Przytok, Siecieminek, Sierakówko, Skibienko, Sowieński Młyn, Suszka, Trawica, Wonieść.

## Aangrenzende gemeenten
- Koszalin (stadsdistrict), gminy Będzino, Manowo, Mielno en Polanów (w powiat Koszaliński), gminy Darłowo en Malechowo (w powiat Sławieński).